# Sonda a fascio di elettroni
La sonda a fascio di elettroni è un adattamento del microscopio elettronico a scansione (SEM) che viene impiegato nelle analisi dei guasti dei semiconduttori. 
Mentre un SEM standard può essere fatto funzionare in un intervallo di tensione tra 25KeV e 30eV, la sonda a fascio elettronico funziona normalmente a 1KeV. 
La sonda a fascio elettronico è capace di misurare tensioni e temporizzare forme d'onda nelle strutture interne dei semiconduttori. 
Forme d'onda possono venire misurate sulle linee metalliche, su strutture di diffusione che hanno un segnale attivo elettricamente variante. Il funzionamento della sonda è simile a quello di un oscilloscopio a scansione. Un modulo di prova ciclico, ripetitivo deve essere applicato al dispositivo in esame. 
Le sonde a fascio di elettroni vengono usate principalmente per le analisi friontali dei semiconduttori. 
Con l'avvento della tecnologia a piastrine senza adduttori, molte sonde a fascio di elettroni sono state sostituite con delle strumentazioni di analisi retrostanti.

## Teoria di funzionamento
La sonda a fascio di elettroni genera una immagine scansionando sistematicamente un fascio di elettroni focalizzato su una regione specifica della superficie di un semiconduttore. Gli elettroni ad elevata energia del fascio primario colpiscono la superficie di silicio, producendo un numero di elettroni secondari a bassa energia. Gli elettroni secondari sono diretti indietro attraverso la colonna del microscopio ad elettroni a scansione verso un rivelatore. Le quantità variabili di elettroni secondari che raggiungono il rivelatore vengono interpretate per produrre l'immagine SEM.
Durante la modalità di acquisizione di forme d'onda, il fascio di elettroni primario viene focalizzato su un singolo punto della superficie del dispositivo. Mentre il dispositivo sotto controllo opera ciclicamente il suo schema di prova, il segnale nel punto in sondaggio varia. Le variazioni di segnale producono una variazione corrispondente nel campo elettrico locale che circonda il punto in esame. Ciò influisce sul numero di elettroni secondari che fuoriescono dalla superficie e raggiungono il rivelatore. Poiché gli elettroni sono caricati negativamente, un conduttore al potenziale di +5V inibisce la fuga di elettroni, mentre un potenziale di 0 V permette ad numero maggiore di elettroni di raggiungere il rivelatore. Monitorando queste variazioni di potenziale si può produrre una forma d'onda di tensione del segnale nel punto in sondaggio.